# Convocações para a Copa Ouro da CONCACAF de 2021
Esta página apresenta os jogadores convocados para a Copa Ouro da CONCACAF de 2021, sediada nos Estados Unidos entre os dias 10 de julho e 1 de agosto.
Cada seleção teve que apresentar uma pré-lista com 60 jogadores (4 goleiros) à CONCACAF 30 dias antes do início da competição. A lista final contendo os 23 jogadores convocados precisa ser entregue até 1 de julho. Caso algum atleta sofresse alguma lesão grave ou doença 24 horas antes da estreia, poderá ser substituído desde que o médico da seleção e outro do Comitê Médico da CONCACAF confirmassem a gravidade da situação. Um jogador substituto deverá ser escolhido da lista provisória e herdasse o número do jogador cortado.
A CONCACAF publicou as listas provisórias em 18 de junho, enquanto as definitivas saíram em 1 de julho.

## Grupo A

### El Salvador
Treinador:  Hugo Ernesto Pérez
Uma lista de 32 jogadores pré-convocados saiu em 17 de junho de 2021, e a lista definitiva saiu em 1 de julho Em 7 de julho, Rómulo Villalobos foi cortado por lesão e substituído por Julio Sibrián.
Antes das quartas de final, David Rugamas foi desconvocado após ser diagnosticado com gripe e foi substituído por Miguel Lemus.

### México
Treinador:  Gerardo Martino
A pré-lista de 60 convocados saiu em 18 de junho de 2021, vindo a ser reduzida para 45 no dia seguinte. A lista definitiva saiu em 1 de julho Após o primeiro jogo na fase de grupos, Hirving Lozano foi cortado por lesão e substituído por Rodolfo Pizarro em 21 de julho.

### Guatemala (substituta deCuraçao)
Treinador:  Rafael Loredo

### Trinidad e Tobago
Treinador:  Angus Eve

## Grupo B

### Canadá
Treinador:  John Herdman
A pré-convocação com 60 jogadores foi anunciada em 18 de junho de 2021, e a lista definitiva saiu em 1 de julho.
Em 9 de julho, Alphonso Davies foi cortado após uma lesão e no dia seguinte, Frank Sturing foi anunciado como substituto de Scott Kennedy. O atacante Ayo Akinola foi desconvocado pelo mesmo motivo, e foi substituído por Tesho Akindele

### Estados Unidos
Treinador:  Gregg Berhalter
A lista com 60 pré-convocados foi anunciada em 17 de junho de 2021. Após se lesionar durante o jogo contra o  Canadá, o zagueiro Walker Zimmerman foi substituído por Henry Kessler em 24 de julho.

### Haiti
Treinador:  Jean-Jacques Pierre

### Martinica
Treinador:  Mario Bocaly
35 jogadores foram incluídos na pré-lista publicada em 17 de junho de 2021, enquanto os 23 convocados foram anunciados em 1 de julho.

## Grupo C

### Costa Rica
Treinador:  Gustavo Matosas
A lista de 60 jogadores pré-convocados foi anunciada em 17 de junho de 2021, e reduzida para 27 no dia 25 do mesmo mês. A convocação definitiva saiu em 1 de julho. Lesionados, Bryan Oviedo e Yeltsin Tejeda foram cortados do elenco, sendo substituídos por Luis Díaz e Jefferson Brenes.
Antes das quartas-de-final, o goleiro reserva Patrick Sequeira foi cortado por lesão e substituído por Kevin Briceño.

### Guadalupe
Treinador:  Jocelyn Angloma

### Jamaica
Treinador:  Theodore Whitmore
60 atletas fizeram parte da pré-lista divulgada em 19 de junho de 2021

### Suriname
Treinador:  Dean Gorré
A lista provisória com 35 jogadores foi anunciada em 17 de junho de 2021, enquanto a convocação oficial saiu no dia 25.

## Grupo D

### Granada
Treinador:  Michael Findlay
A lista de 59 jogadores pré-convocados foi anunciada em 17 de junho de 2021. A convocação oficial saiu em 1 de julho.

### Honduras
Treinador:  Fabián Coito
56 jogadores foram pré-convocados em 17 de junho de 2021. A convocação final foi anunciada no dia 30
Em 9 de julho, Éver Alvarado foi desconvocado por lesão e para seu lugar foi convocado Raúl Santos; três dias depois, Michaell Chirinos também foi cortado e substituído por Franklin Flores, e uma semana depois Kevin López entrou no lugar de Alberth Elis, cortado por lesão.
Em 21 de julho, Carlos Fernández testou positivo para COVID-19 e foi desconvocado. Em seu lugar, foi chamado Roger Rojas.

### Panamá
Treinador:  Thomas Christiansen
47 jogadores foram pré-convocados em 17 de junho de 2021, e a lista foi diminuída para 25 atletas no dia 25. A convocação final foi anunciada em 1 de julho
Em 8 de julho, Aníbal Godoy e Andrés Andrade foram desconvocados após se lesionarem, tendo suas vagas herdadas por Abdiel Ayarza e Roderick Miller.

### Qatar (seleção convidada)
Treinador:  Félix Sánchez Bas
A lista de 60 jogadores pré-convocados foi anunciada em 17 de junho de 2021, e a convocação definitiva saiu em 1 de julho.

## Representação do jogador

### Por idade

#### Jogadores de linha
- Mais velho:  Maynor Figueroa ( 38 anos e 78 dias )
- Mais jovem:  Benjamin Ettienne ( 18 anos e 128 dias )

#### Goleiros
- Mais velho:  Alfredo Talavera ( 38 anos e 304 dias )
- Mais jovem:  Trishawn Thomas ( 18 anos e 175 dias )

#### Capitães
- Mais velho:  Maynor Figueroa ( 38 anos e 78 dias )
- Mais jovem:  José Carlos Pinto ( 28 anos e 33 dias )